# Ардішкяй
Ардішкяй — село у Литві, Расейняйський район, Палепяйське староство, знаходиться за 7 км від села Палепяй. Станом на 2001 рік у селі проживало 16 людей.
Уродженцем села є доктор біологічних наук Казус Амброзайтіс.

## Принагідно
- мапа із зазначенням місцерозташування

| Литва | Це незавершена стаття з географії Литви. Ви можете допомогти проєкту, виправивши або дописавши її. |